# Agrestina
Agrestina (aparținând Pernambuco) este un oraș în Brazilia.